# Liste des interstates au Dakota du Nord
Les autoroutes interstates au Dakota du Nord sont les sections du réseau des autoroutes inter-États se trouvant au Dakota du Nord. Celles-ci sont entretenues par le North Dakota Department of Transportation (NDDOT).

## Liste des autoroutes principales
| Numéro | Longueur (mi) | Longueur (km) | Terminus sud / ouest                         | Terminus nord / est                              | Créée | Notes |
| ------ | ------------- | ------------- | -------------------------------------------- | ------------------------------------------------ | ----- | ----- |
| I-29   | 217,52        | 350,06        | I-29 / US 81 à la frontière du Dakota du Sud | PTH 75 à la frontière canadienne près de Pembina | 1958  |       |
| I-94   | 352,45        | 567,22        | I-94 à la frontière du Montana               | I-94 / US 52 à la frontière du Minnesota         | 1958  |       |
|        |               |               |                                              |                                                  |       |       |

## Liste des autoroutes auxiliaires
| Numéro | Longueur (mi) | Longueur (km) | Terminus sud / ouest | Terminus nord / est | Créée | Notes                                               |
| ------ | ------------- | ------------- | -------------------- | ------------------- | ----- | --------------------------------------------------- |
| I-194  | 1,07          | 1,73          | I-94 à Mandan        | ND 810 à Bismarck   | 1958  | Fait partie de la Bismarck Expressway; non-indiquée |
|        |               |               |                      |                     |       |                                                     |